# پنتلی (یونان)
پنتلی (به لاتین: Penteli) یک شهرک در یونان است که در Penteli Municipality واقع شده‌است.